# Розвідка на основі відкритих джерел під час російсько-української війни

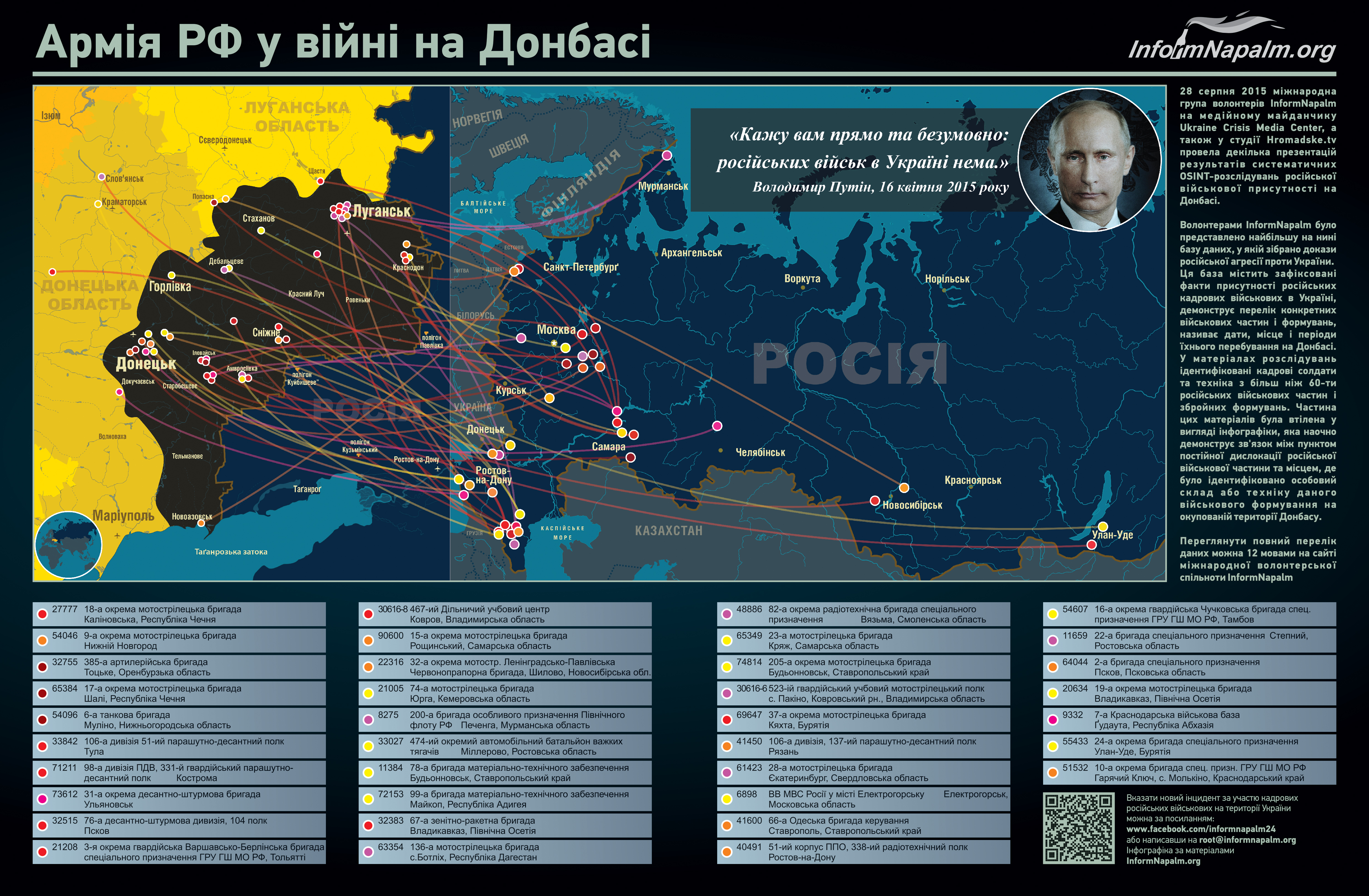
Російські підрозділи вторгнення, встановлені завдяки OSINT-розвідці соцмереж російських військових групою Інформнапалм

З початку російсько-української війни різні українські та іноземні дослідники почали досліджувати перебіг подій за відкритими джерелами, щоб допомогти у протистоянні з агресором. Особливого розмаху набули такі рухи під час російського вторгнення в Україну 2022 року.
Наприклад, різні дослідницькі групи паралельно знаходили докази перебування російських військових на території України, в той час, коли офіційні особи це заперечували.

## Означення
Розвідка на основі відкритих джерел (також відома під акронімом OSINT) відноситься до збору та аналізу розвідуваних даних на основі загальнодоступних джерел інформації.

## Війна на сході України (2014–2022)
Одним із здобутків дослідників є наведення незаперечних доказів перебування ЗС РФ на території України. Наприклад, дослідники з InformNapalm, ARES, Bellingcat помітили, що деякі зразки озброєння були доступні лише Росії, як от МТ-ЛБВМ, Т-72Б3 тощо.
Спільнота InformNapalm також визначила та склала базу даних російських підрозділів (з початком повномасштабного вторгнення вона була оновлена), що брали участь у бойових діях, а їх розслідування щодо катастрофи MH-17 було використане в Bellingcat.

## Вторгнення 2022 року
Вранці 24 лютого, безпосередньо перед початком вторгнення, дослідники OSINT з Інституту міжнародних досліджень Міддлбері в Монтереї за допомогою Google Maps відстежили значно великий затор на дорозі в Росії, що веде до українського кордону. Згодом Джеффрі Льюїс написав у Twitter «хтось у русі». Через годину російські війська почали вторгнення.
З самого початку повномасштабної фази білоруський активіст Антон Мотолько заснував спільноту «Беларускі гаюн», що відслідковувала переміщення російських та білоруських війск територією Білорусі, повідомляє про зльоти літаків, ракет тощо. 
Дослідницька група Oryx з початком вторгнення почала вести документовані списки знищених російських та українських озброєнь. Також достатньо популярними є блоги Ukrainian Weapons Tracker, OSINTtechnical, DeepState та NMFTE, які знаходять та поширюють відкриту інформацію про цікаві бойові ситуації, фото трофейної, рідкісної та поставленої союзниками техніки. 
Також за відкритими джерелами (в основному, офіційними повідомленнями військовопосадовців) оновлюються інтерактивні мапи, що демонструють перебіг війни: наприклад, Liveuamap та DeepStateMAP. 
Нідерландська група журналістських розслідувань Bellingcat опублікувала інтерактивні карти знищених цивільних об'єктів і працювала над автентифікацією потенційної документації про військові злочини.